# Schriftmos
Schriftmos (Graphis) is een geslacht van korstmossen uit de familie Graphidaceae.
Enkele soorten die in Nederland voorkomen zijn:
- Doolhofschriftmos (Graphis inustuloides)
- Gewoon schriftmos (Graphis scripta)
- Sierlijk schriftmos (Graphis elegans)

Enkele soorten die ook schriftmos in de Nederlandse naam hebben, maar tot andere genera behoren zijn:
- Beukenschriftmos (Opegrapha devulgata)
- Dijkenschriftmos (Opegrapha confluens)
- Geel schriftmos (Alyxoria ochrocheila)
- Gestippeld schriftmos (Opegrapha vermicellifera)
- Kalkschriftmos (Alyxoria mougeotii)
- Klein schriftmos (Opegrapha niveoatra)
- Kort schriftmos (Alyxoria varia)
- Limoenschriftmos (Alyxoria viridipruinosa)
- Muurschriftmos (Arthonia calcarea)
- Okerbruin schriftmos (Zwackhia viridis)
- Parasietschriftmos (Opegrapha rupestris)
- Rivierschriftmos (Alyxoria culmigena)
- Rossig schriftmos (Gyrographa gyrocarpa)
- Schijnschriftmos (Lecanographa lynceoides)
- Soredieus schriftmos (Zwackhia sorediifera)
- Wattig schriftmos (Opegrapha areniseda)
- Wit schriftmos (Opegrapha vulgata)
- Witberijpt muurschriftmos (Alyxoria demutata)
- Zwart schriftmos (Arthonia atra)